# Fekete himlő

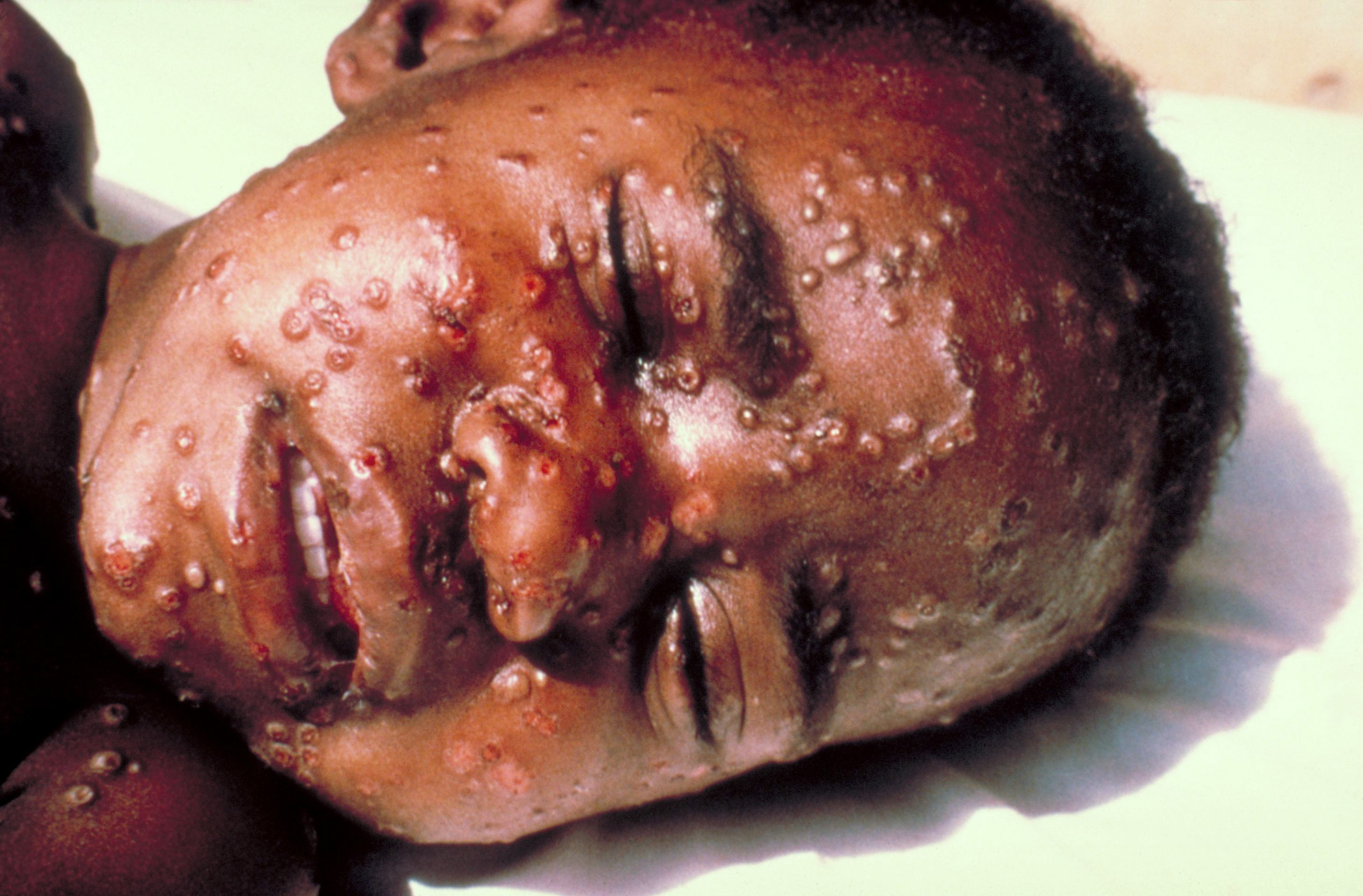
Fertőzött fiú

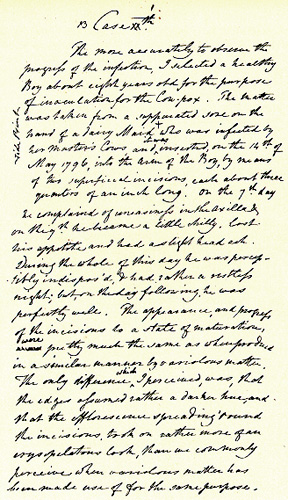
Jenner kézirata a vakcinázásról

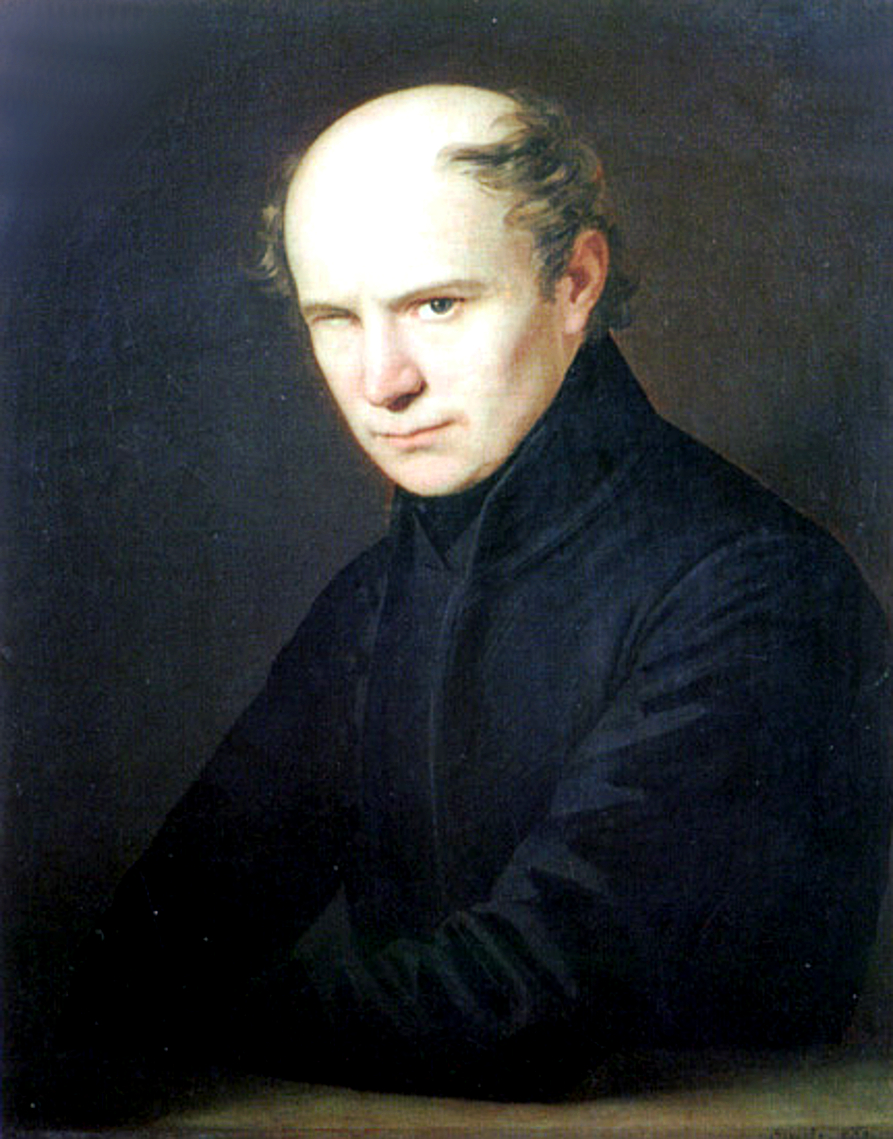
Kölcsey Ferenc elvesztette egyik szemét

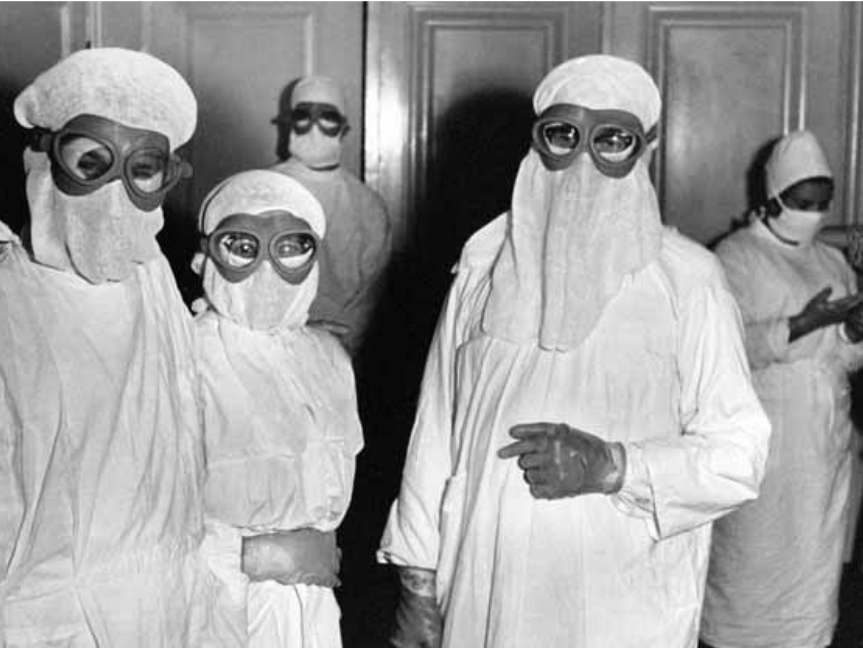
Egészségügyi védőruházat az 1963-as wrocławi járvány idején

A fekete himlő – régen egyszerűen himlő, latinul variola vagy variola vera (variola major, illetve variola minor) – rendkívül veszélyes emberi fertőző betegség, amelyet a Poxvirus variolae vírus okoz. Az emberiség történetének egyik legpusztítóbb ragályos kórokozója. A fertőzöttek körében rendszerint magas (az Óvilágban 15-20%, az Újvilágban gyakran 40-80%-os) volt a halálozási arány, és a túlélők közül sokan (mint például Kölcsey Ferenc) megvakultak egyik vagy mindkét szemükre.

## Eredete
A feketehimlő vírusa az orthopox vírusok közé tartozik, és kizárólag embert képes fertőzni. Mivel a vírus genomja viszonylag nagy, és viszonylag lassan evolválódik, ezért eredete molekuláris genetikai módszerekkel felderíthető. Az eredmények szerint a vírus 16-68 ezer évvel ezelőtt vált el afrikai rágcsálók közel-rokon vírusaitól. A patogénebb változat, a variola major, 400-1600 éve jelent meg Ázsiában. Az enyhébb betegséget okozó alastrim minor 1400-6300 éve jelent meg, ez Nyugat-Afrikában és Amerikában terjedt el. Ennek további két alcsoportja 800 éve különült el.

## A védőoltás felfedezése
Az ókori Kínából származó védekezési eljárás az ún. varioláció, vagyis az egészséges emberek szándékos fertőzése. A mesterséges fertőzés jóval kevésbé veszélyes (2% körüli mortalitás), mint a természetes fertőzések, és egész életre szóló védettséget biztosít. Ilyenkor ugyanis megváltozik a bemeneti kapu, a vírus nem aerogen úton (belélegezve), hanem a bőrbe skarifikálva jut be a szervezetbe. Lényeges azonban, hogy a variolált beteg éppúgy továbbadhatja a fertőzést, mint a természetes módon fertőzött társai, ezért gyógyulásáig jelentős veszélyt jelent. Edward Jenner 1796-ban fedezte fel, hogy a tehénhimlő (hasonló, de emberben kevéssé patogén vírus) általi mesterséges fertőzés – a vakcinázás – olyan védettséget vált ki az emberből, amely hatékony az emberi himlővel szemben is.

## Globális eradikációja
A himlő egyike azon két fertőző betegségnek, amit az embernek sikerült világszerte felszámolni (a másik a keleti marhavész, 2011). Az erre irányuló vakcinázási akció előtti évben, 1967-ben, a járvány mintegy 10 millió embert fertőzött. A kampány lényegében Jenner módszerén alapult, és 1980-ban hivatalosan lezárult. A siker azon alapult, hogy ez egy igen konzervatív, nagyon kevéssé változékony vírus, amely csak emberben képes fertőzni és szaporodni, és nem okoz lappangó vagy perzisztens (tartósan fennálló) fertőzéseket.

## Jövőbeli kilátások
Mivel a mai emberi népességben már egyre fogy azoknak az aránya, akik (természetes vagy mesterséges úton) immunológiai védettséget szerezhettek a himlővel szemben, ezért egy újonnan kialakuló járvány rövid távon valószínűleg minden korábbinál gyorsabb és pusztítóbb lenne. Sokan úgy vélik, hogy a természetből soha többé nem fog váratlanul újra felbukkanni a fertőzés. Mások szerint viszont fertőzőképes vírusok maradhattak a sarkvidéki fagyott talajba temetett holttestekben, vagy a közeli rokon majomhimlő vírusból is újra kialakulhat egy nagyon hasonló emberi kórokozó.
A hidegháborús időszakban mind a Szovjetunió, mind pedig az USA elraktározott fertőzőképes víruskészletet, hiszen ezt potenciális biológiai fegyvernek tekintették. Úgy gondolták, ha az ellenség himlővírussal támad, akkor az orvosbiológiai védelem kifejlesztéséhez nélkülözhetetlen a vírus birtoklása. A hidegháborús nagyhatalmak megállapodtak a készletek egyidejű megsemmisítésének határidejében (1993). Ezt később többször meghosszabbították (1995, 1999, 2002), és nem cselekedtek. A döntésképtelenség oka, hogy a készletek fönntartása vagy megsemmisítése mellett egyaránt fontos érvek szólnak, ugyanakkor mindkét megoldás jelentős kockázattal is jár. A felek általában nem bíznak abban, hogy más országok katonai intézeteiben nincsenek illegálisan fenntartott vírustörzsek, ahogyan ez például Csehszlovákia esetében már bebizonyosodott.
A készletek sorsa feletti döntés ma már egyre veszít a jelentőségéből, hiszen a vírus genetikai kódja ismert, nyilvános forrásokból megszerezhető, és elvileg nem kizárt a vírus mesterséges szintetizálásának lehetősége.

## Idézet
A halál összes szolgája közül a legborzalmasabb